# Museum voor Muziekautomaten
Het Museum voor Muziekautomaten (Duits: Museum für Musikautomaten) is sinds 1979 een museum in Seewen in het kanton Solothurn, Zwitserland.

## Collectie
In het museum is een collectie van onder meer uurwerken, muziekdozen, sieraden met muziekmechanismes en allerlei andere mechanische muziekinstrumenten te zien die gemaakt werden in de 18e, 19e en 20e eeuw.
Ook is er een groot zeldzaam filharmonisch orgel te zien van de firma M. Welte & Söhne uit Freiburg waar 1400 muziekrollen bij horen. Het orgel was aan het begin van de 20e eeuw tijdelijk in de Britannic ingebouwd, het zusterschip van de Titanic.
Daarnaast worden er allerlei activiteiten georganiseerd, variërend van orkesten die bestaan uit muziekinstrumenten uit het museum tot optredens van bands met jazzmuziek, evergreens en meer. In het museum is ook een dansvloer aanwezig.

## Geschiedenis
De collectie kwam tot stand sinds 1950 toen Heinrich Weiss begon met het verzamelen van muziekautomaten. Het privémuseum maakte hij openlijk toegankelijk in 1979 en in 1990 schonk hij het aan de Zwitserse staat (Schweizerische Eidgenossenschaft). Als voorwaarde voor de schenking stelde hij dat de collectie in Seewen bleef. Voordat het heropend werd, werd het grondig gerenoveerd.